# Список об'єктів Світової спадщини ЮНЕСКО в Білорусі

Прапор Білорусі

Список об'єктів Світової спадщини ЮНЕСКО в Білорусі станом на 2023 рік налічує 4 найменування, що становить 0,35 % загальної кількості об'єктів Світової спадщини ЮНЕСКО у світі (1157 станом на 2023 рік).
Білорусь ратифікувала Конвенцію ЮНЕСКО про охорону всесвітньої культурної та природної спадщини 12 жовтня 1988 року, ще перебуваючи у складі СРСР, хоча перша білоруська пам'ятка, Біловезька пуща, увійшла до переліку всесвітньо значущих природних і культурних об'єктів ще 1979 року. Надалі список Світової спадщини у Білорусі розширювався у 2000 та 2005 роках, крім того, об'єкт «Біловезька пуща» розширювався у 1992 та 2014 роках.
З-поміж 4 об'єктів 3 є об'єктами культурного (критерії i-vi) й 1 — природного типу (критерії vii-x). Детальний розподіл об'єктів за критеріями подано в таблиці нижче. Невідповідність кількості об'єктів у таблиці з загальною кількістю об'єктів зумовлена тим, що одна пам'ятка може відповідати кільком критеріям.
| i | ii | iii | iv | v | vi | vii | viii | ix | x |
| - | -- | --- | -- | - | -- | --- | ---- | -- | - |
| — | 3  | —   | 3  | — | 2  | —   | —    | 1  | 1 |

2 з 4 білоруських об'єктів Світової спадщини ЮНЕСКО повністю розташовані в межах території білорусі. Інші 2 частково перебувають на території інших держав:
- Геодезична Дуга Струве розміщена також в Естонії, Латвії, Литві, Молдові, Норвегії, Росії, Україні, Фінляндії та Швеції[3];
- Частина Біловезької пущі частково розташована на території Польщі[2].

## Пояснення до списку
У таблицях нижче об'єкти розташовані у хронологічному порядку їх додавання до списку Світової спадщини ЮНЕСКО.
Кольорами у списку позначено:
На мапах кожному об'єкту відповідає червона позначка ().

## Список
У даній таблиці об'єкти розташовані в порядку їх додавання до списку Світової спадщини ЮНЕСКО.

## Білорусь
| № | Зображення | Назва | Місцеположення | Час створення   | Час внесення до списку                | №    | Критерії   |
| - | ---------- | --- | --- | --------------- | ------------------------------------- | ---- | ---------- |
| 1 |            | Біловезька Пуща (англ. Białowieża Forest) | Білорусь (спільно з Польщею )                                                                                        | —               | 1979 (розширено в 1992 та 2014 роках) | 33   | ix, x      |
| 2 |            | Комплекс Мірського замку (англ. Mir Castle Complex) | Білорусь Гродненська область, Корелицький район                                                                      | XV—XIX століття | 2000                                  | 625  | ii, iv     |
| 3 |            | Геодезична дуга Струве (англ. Struve Geodetic Arc) * Тюпишки * Лапати * Осовниця * Щекотськ * Лясковичі                                                             | Білорусь (спільно з Естонією , Латвією , Литвою , Молдовою , Норвегією , Росією , Україною , Фінляндією та Швецією ) | 1816–1855       | 2005                                  | 1187 | ii, iv, vi |
| 4 |            | Архітектурно-житловий та культурний комплекс родини Радзивілів у Несвіжі (англ. Architectural, Residential and Cultural Complex of the Radziwill Family at Nesvizh) | Білорусь Мінська область                                                                                             | XVI століття    | 2005                                  | 1196 | ii, iv, vi |

## Попередній список
Попередній список — це перелік важливих культурних і природних об'єктів, що пропонуються включити до Списку всесвітньої спадщини. Станом на 2023 рік запропоновано внести до переліку об'єктів Світової спадщини ЮНЕСКО ще 5 об'єктів. Їхній повний перелік наведено у таблиці нижче.
| № | Зображення | Назва | Опис | Розташування                       | Час створення       | Рік внесення до списку | №                                                   | Критерії   |
| - | ---------- | --- | --- | ---------------------------------- | ------------------- | ---------------------- | --------------------------------------------------- | ---------- |
| 1 |            | Августовський канал (біл. Аўгустоўскі канал)                                                                      | Свого часу канал був технологічним дивом. Він став першим штучним водним шляхом в Європі, що зв'язує дві великі річки — Віслу і Німан, забезпечував зв'язок з Чорним морем на півдні через Огінський канал, Дніпро, Березинську водну систему і Західну Двіну. | Гродненська область                | 1829                | 2004                   | 1892                                                | і, іі      |
| 2 |            | Спасо-Преображенська церква і Софійський собор у місті Полоцьк (біл. Спаса-Праабражэнская царква, Сафійскі сабор) | Полоцький Софійський собор був першим мурованим храмом на території нинішньої Білорусі. | Вітебська область місто Полоцьк    | XI—XVIII століття   | 2004                   | 1893                                                | і, іі      |
| 2 |            | Спасо-Преображенська церква і Софійський собор у місті Полоцьк (біл. Спаса-Праабражэнская царква, Сафійскі сабор) | Це найкращим чином збережена пам'ятка давньополоцького зодчества, навіть попри перебудови періоду класицизму. | Вітебська область місто Полоцьк    | XII століття        | 2004                   | 1893                                                | і, іі      |
| 3 |            | Церква Святих Бориса і Гліба (Калозька) у Гродно (біл. Барысаглебская царква)                                     | Єдина збережена (в спотвореному вигляді) пам'ятка чорноруського зодчества. | місто Гродно                       | XII століття        | 2004                   | 1895                                                | і, іі      |
| 4 |            | Церква Різдва Богородиці (біл. Свята-Раства-Багародзіцкая царква)                                                 | Культові споруди оборонного типу в Білорусі, Польщі та Литві. | Гродненська область село Мурованка | XVI—XIX століття    | 2004                   | 1899 [Архівовано 3 березня 2015 у Wayback Machine.] | і          |
| 4 |            | Церква святого Михаїла (біл. Царква Святога Міхаіла)                                                              | Культові споруди оборонного типу в Білорусі, Польщі та Литві. | Гродненська область село Синковичі | XVI століття        | 2004                   | 1899 [Архівовано 3 березня 2015 у Wayback Machine.] | і          |
| 4 |            | Костел Івана Хрестителя (біл. Касцёл Яна Хрысціцеля)                                                              | Культові споруди оборонного типу в Білорусі, Польщі та Литві. | Вітебська область село Камаї       | XVII століття       | 2004                   | 1899 [Архівовано 3 березня 2015 у Wayback Machine.] | і          |
| 5 |            | Дерев'яна культова архітектура (17—18 ст.) Полісся                                                                | Дерев'яні церкви Полісся Свято-Микитинська церква у Здітовому | Берестейська область               | XVII—XVIII століття | 2004                   | 1901                                                | і, іі, ііі |